# Простосердов, Александр Степанович
Александр Степанович Простосердов (11.08.1905, с. Пречистое, Семеновского района Ивановской области – март 1981, Москва) – генерал-майор авиации, начальник штаба 3-го гвардейского истребительного авиационного корпуса.

## Биография
В РККА с 15 августа 1925 года. В 1928 году окончил Качинское училище. После введения персональных воинских званий присвоено звание капитана. 25 мая 1936 года награжден орденом Красной Звезды.
В должности заместителя начальника штаба  57-й смешанной авиационной дивизии майор Простосердов участвовал в приграничных боях в Прибалтике, в течение трёх месяцев временно занимал должность начальника штаба дивизии и «за самоотверженную работу, проявленную в борьбе с немецким фашизмом» награжден вторым орденом Красной Звезды.
После расформирования дивизии, подполковник Простосердов был назначен 12 февраля 1942 года начальником штаба ВВС 11-й армии. Руководил работой штаба во время проведения Демянской наступательной операции.
В 1942 году назначен начальником оперативного отдела штаба резервной авиационной группы РГК. 28 февраля 1944 года награжден орденом Отечественной войны II степени.
В начале 1944 года полковник Простосердов назначен начальником штаба 4-го истребительного авиационного корпуса (с 2 июля 1944 года – 3-го гвардейского истребительного авиакорпуса). Во время проведени операций обеспечивал контроль в исполнении приказов частям корпуса и умело обеспечивал взаимодействие различных частей корпуса, разведку войск противника и «за самоотвершенный труд и мастерство в штабной работе по обеспечению и руководству боевыми операциями, за плодотворную работу по улучшению и повышению уровня и культуры в работе штаба корпуса и частей» награжден орденом Отечественной войны I степени.
3 ноября 1944 года «за долголетнюю и безупречную службу в Красной Армии» награжден третьим орденом Красной Звезды.
Отличился во время проведения Ясско-Кишинёвской операции и «за умелое руководство боевыми операциями и четкую работу штабов» награжден орденом Красного Знамени.
В сентябре 1944 года присвоено звание генерал-майора авиации.
Генерал-майор Простосердов руководил работой штаба 3-го гвардейского истребительного авиационного корпуса во время проведения Белградской, Дебреценской, Будапештской, Западно-Карпатской, Балатонской, Братиславско-Брновской и Пражской оборонительных и наступательных операций 2-го Украинского фронта.
После окончания войны служил в должности заместителя начальника кафедры ВВС Академии Генерального штаба. 23 июня 1965 года уволен в отставку.
Умер в марте 1981 года. Похоронен на Кунцевском кладбище г. Москва.